# Mondstuk

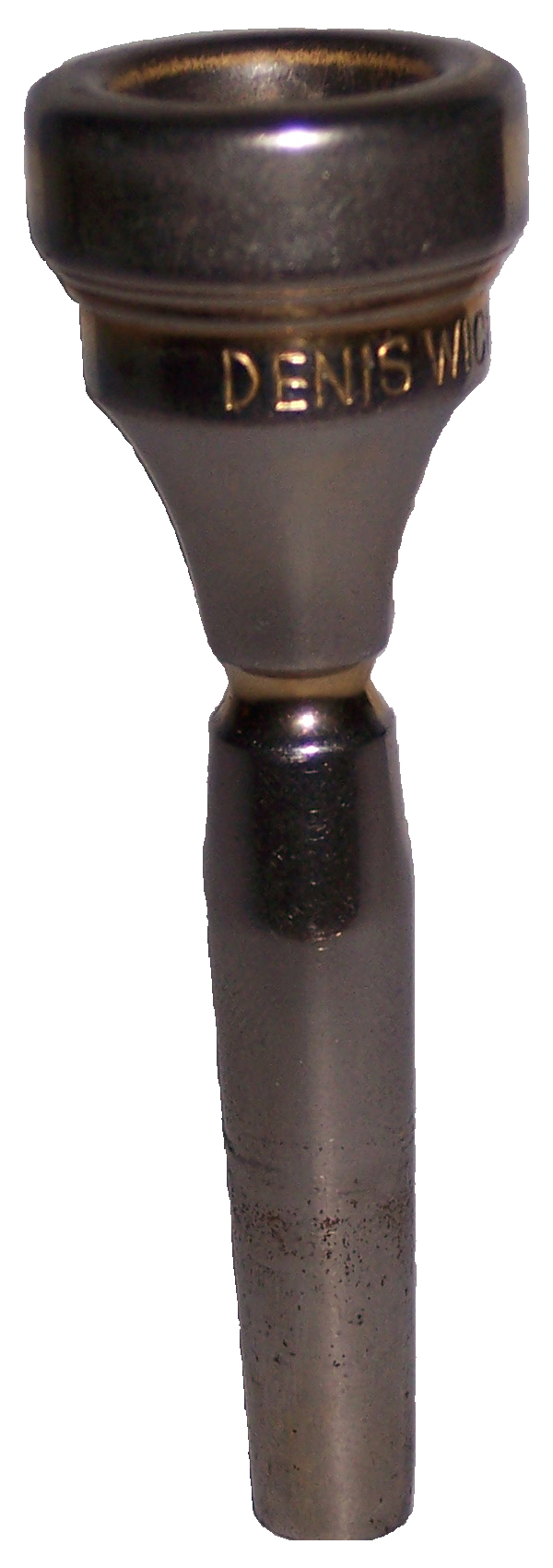
Het mondstuk van een trompet

Het mondstuk is het deel van een (blaas)muziekinstrument waar de toon gevormd wordt door het laten trillen van lippen of het (enkel/dubbel) riet.
De rest van het muziekinstrument zorgt voornamelijk voor versterking van het geluid en de verandering in toonhoogte.

## Soorten mondstukken
Er zijn verschillende soorten mondstukken.

### Komvormig metalen mondstuk
Op veel koperblaasinstrumenten (trompet, trombone, tuba) staat een komvormig metalen mondstuk, waartegen de lippen moeten trillen om een toon voort te brengen. Als men alleen zou blazen, zou er geen toon ontstaan, het laten trillen van de lippen is dus essentieel. Ook op de hoorn staat een dergelijk mondstuk, maar dit is iets meer trechtervormig, waardoor de toon van de hoorn wat minder fel klinkt dan die van bijvoorbeeld een trompet.

### Blaasgat als mondstuk
Ook de didgeridoo heeft een mondstuk maar meer nog een blaasgat echter is deze van bijenwas en moet je bij deze bij het aanblazen je lippen als het ware laten flapperen waardoor een staande geluidsgolf ontstaat die door de buis (didgeridoo) naar buiten komt. Het monotone geluid dat een beetje op gebrom lijkt is dan hoorbaar.

### Labium als mondstuk
Een dwarsfluit en een piccolo hebben een heel ander mondstuk (labium genoemd). Op deze instrumenten zit een blaasgat. Er moet tegen de rand van dit blaasgat geblazen worden om de lucht in trilling te brengen.
Bij de blokfluit is het mondstuk (labium) van hout of plastic. De lucht wordt daarin tegen een vlakke houten rand in het mondstuk geblazen, waardoor de lucht zich splitst en in trilling komt. Een deel van de lucht ontsnapt door de opening boven op het labium zelf en een deel gaat door de blokfluit zelf heen en zet de luchtkolom in de blokfluit in trilling.

### Mondstuk van rietblazers
Een ander soort mondstuk is dat van rietblazers. Er is in de rietblazers een verdere onderverdeling te maken, men maakt namelijk onderscheid tussen een enkel- en een dubbelriet. 

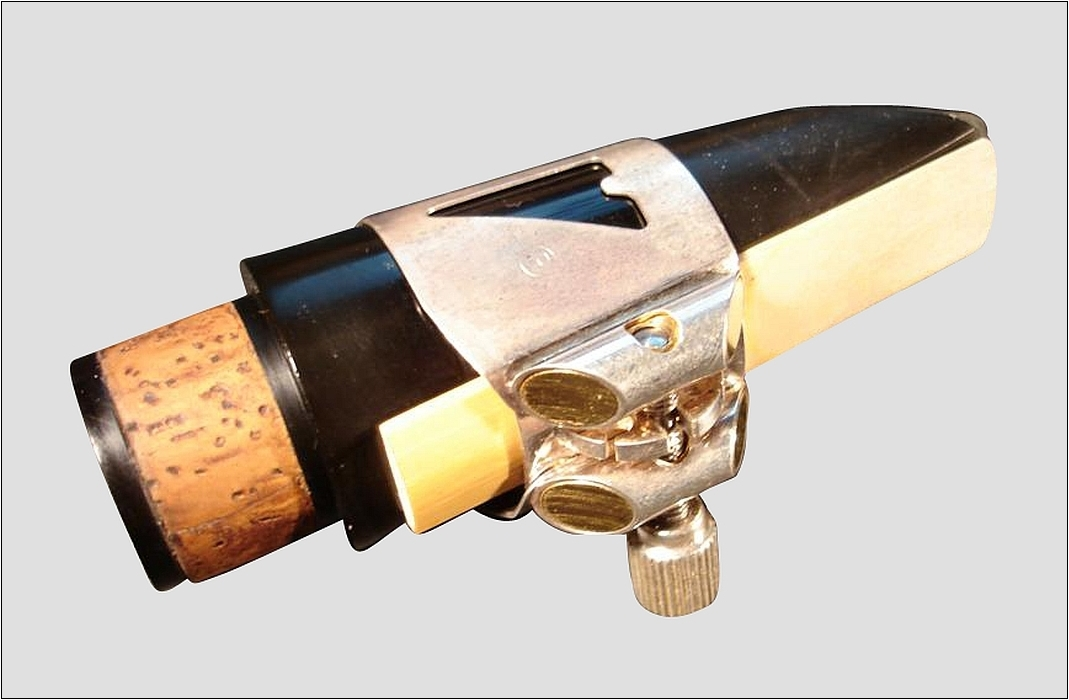
Mondstuk van een klarinet

Instrumenten met een enkelriet zijn bijvoorbeeld de klarinet en de saxofoon. De rieten van deze instrumenten staan op een mondstuk, dat is vervaardigd van glas, kristal, hout, metaal, kunststof of eboniet, en dat makkelijk in de mond te nemen is. Het riet wordt op zijn plaats gehouden door een soort metalen band (rietklem) of koord. Door op het mondstuk te blazen ontstaat de toon bij deze instrumenten. Dit komt doordat het riet trilt tegen het mondstuk. De inwendige vorm van het mondstuk bepaalt een deel van het timbre en ook het speelgemak. Het materiaal waarvan het mondstuk is gemaakt heeft geen invloed op het timbre. Vaak kiest men in jazzmuziek voor metalen mondstukken, bij klassiek meestal voor houten of ebonieten versies. Veel klarinettisten voorzien het mondstuk van een plakker, zodat de boventanden meer grip hebben.
De verschillende klarinetten hebben elke een andere maat mondstuk. De uitzondering zijn de B♭ en A klarinetten, die hetzelfde mondstuk hebben. Bij het spelen in een orkest kan de klarinettist dus het mondstuk overzetten, als de andere klarinet bespeeld moet worden.

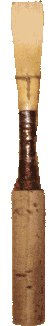
Een dubbelriet van een hobo

Enkelrieten worden meestal kant-en-klaar gekocht bij een muziekwinkel.
Dan nog de instrumenten met een dubbelriet, de hobo en de fagot. Bij deze instrumenten wordt de lucht in trilling gebracht doordat er op twee rieten die tegen elkaar aan staan wordt geblazen. Men moet de lucht hierdoorheen persen, waardoor de toon ontstaat. De meeste dubbelrietspelers vervaardigen hun rieten zelf.
Omdat riet vrij snel slijt en onder invloed van vocht (speeksel) verzadigd raakt, worden de rieten regelmatig vervangen.